# Trinity Jo-Li Bliss
Trinity Jo-Li Bliss (Los Angeles, 11 mei 2009) is een Amerikaans actrice en zangeres.
Bliss werd in 2017 gecast voor de rol van Tuktirey "Tuk", de dochter van Jake Sully en Neytiri in James Cameron's-film Avatar: The Way of Water (2022). In januari 2023 verschijnt haar debuutalbum Confessions of a Preteen.